# Universidad Católica Santa Rosa

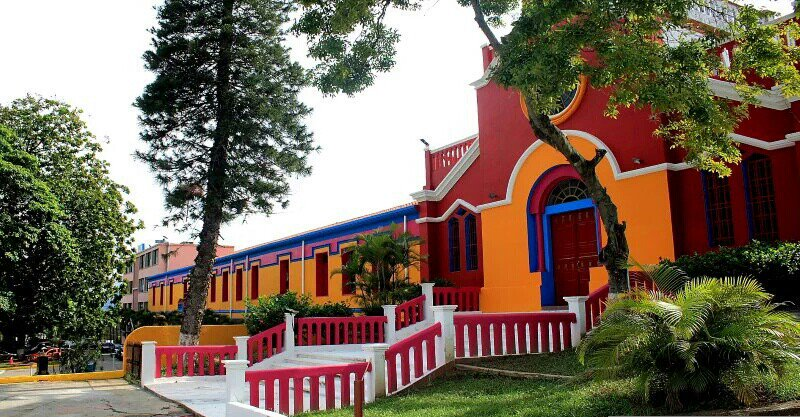
Universidad Católica Santa Rosa

Die Universidad Católica Santa Rosa (UCSAR; deutsch Katholische Universität Santa Rosa) ist eine Universität in Caracas (Venezuela). Die Hochschule wurde am 29. August 1696 als Priesterseminar von Santa Rosa in Caracas gegründet und mehrfach umbenannt; seit dem 28. Oktober von 2003 wird die derzeitige Bezeichnung verwendet.